# Slottet Montabaur
Slottet Montabaur står på en kulle i staden Montabaur i det tyska förbundslandet Rheinland-Pfalz. Kännetecknande för byggnaden är den gula fasaden.
Fortifikationens första delar byggdes uppskattningsvis under 700-talet. Slottet nämns 959 under namnet Humbach för första gången i en urkund. Byggnaden fick omkring 1227 namnet Montabur efter berget Mons Tabor som besöktes av korsfararna i det Heliga landet. Den nuvarande byggnaden uppfördes mellan 1687 och 1709. Den var fram till 1802 säte för ärkebiskoparna och kurfurstarna av Trier. Mellan 1868 och 1969 användes slottet för administrationen av de omliggande kommunerna. Sedan 1969 finns en konferensanläggning med årligen 19 000 deltagare, en akademi och ett hotell.